# Горачек, Феофил
Феофил-Богумил Горачек SJ (чеш. Bohumil Horáček; 19 февраля 1913, Šošůvka — 9 ноября 1984, Дюрнштайн, Штирия) — иезуит, священнослужитель католической церкви, участник Русского апостолата, ректор Руссикума, издатель в Русском Зарубежье.

## Биография
Родился 19 февраля 1913 года в Богемии, учился в Велеграде, познакомился с иезуитом Василием Буржуа, в 1929 вступил в Общество Иисуса, в 1939 был рукоположен в сан священника. С 1940 — вице-ректор семинарии в Дубно в проекте Неоуния. 
В период Второй мировой войны был на временно оккупированной советской территории, неоднократно арестовывался Гестапо. 
С 1946 — в Риме, работал с русскими Ди-Пи, с 1954 по 1961 — ректор Руссикума, один из инициаторов создания русского Успенского женского монастыря в Риме. Основатель и издатель журнала «Notizie russe» и газеты «Русская идея», в сотрудничестве с Дмитрием Грибановским участвовал в издании различных книг на русском языке в Мюнхене. В 1963 привлечен к работе Второго ватиканского собора как эксперт при кардинале Томашеке